# 小人國3之小人三國
《小人國3之小人三國》(英文：Little Hong Kong Season 3) 是W創作社主辦、風車草劇團協辦於2011年在葵青劇院公演的舞台劇，是W 創作社第二十部作品，亦是香港舞台劇界最受歡迎喜劇系列之一《小人國》的第三集，由黃智龍編導，梁祖堯、邵美君、湯駿業、白只、黃呈欣、鄧智堅及歐珮瑩主演，更特別邀請著名演員謝雪心加入演出，十三場門票一早全部售罄。

一如《小人國》之前數集，眾演員的反串演出依舊大受注目，梁祖堯中性打扮的基米高、湯駿業及白只的Christine Law及Heidi，還有心姐謝雪心的江氏，著名文化人鄧小宇亦表示：「點名讚的是身材肥胖的白只在其中一節反串演幼稚園校長，那型格、語氣、舉止皆像極了我們日常生活中經常碰到的某一類女性，加上恰到好處的誇張，既生動又傳神……神來之筆是謝雪心反串演無良地產商，一套白西裝，來一個風流倜儻扮相，完全是任劍輝／梁無相再加上一些寶塚feel，還有那一陣陣奸笑，確是妙不可言。」

但有別於《小人國》系列嘲諷香港小人的一貫風格，第三集主要嘲諷香港的社會現象，內容包括地產霸權、怪獸家長、港孩、無能高官，所以名字也另叫《小人三國》，而非《小人國3》。雖然部份觀眾認為此集不及第1,2集般爆笑，但有部份觀眾則欣賞今集的社會批評性比以往尖銳。

## 背景
07,09年公演的第1,2集均票房全滿，笑聲掌聲不停，大受歡迎。《小人國》的靈感其實來自英國BBC電視台一齣諷刺英國人陰暗面的電視喜劇"Little Britain"(小小小英國)，由Matt Lucas 和David Walliams 創作及主演。但由於《小人國》講的是香港人香港事，笑料、角色及表演方式並不一樣。

第1，2集大受歡迎 的“巨星基米高”的 梁祖堯、 飾演 “名媛馮陳美蟬” 的邵美君及 飾演 “卸膊天后 Christine Law” 的 湯駿業外 ，還有第1集飾演 “Heidi”的白只，還特別邀請在電視劇《巾幗梟雄》飾演大奶奶 、《宮心計》飾演 太皇太后的好戲之人謝雪心參演。

《小人國》系列另一特色是由同一班演員扮演不同搞笑角色，而在他們演繹完一個角色後，都會掀起頭上假髮，再向觀眾鞠躬，示意他們由角色變回演員自己，這儀式亦已成為《小人國》表演傳統之一。

W創作社音樂總監Michael Tsang更特別為《小人國》創作了一首旋律簡單、調子輕快的主題曲，除了所有演員都會於每集演唱之外，整齣戲也會用此主題音樂的不同編曲及變奏作為配樂及間場。所以只要聽到這首主題音樂，就會立刻想起這個瘋狂搞笑系列。

## 故事大綱
《小人三國》演出以七個獨立故事組成，包括：

序幕

全體演員穿著紅色踢死兔，演唱由Michael Tsang作曲、勞雙恩填詞的〈小人國〉主題曲，載歌載舞。

第一場   未來香港醜陋旅行團

(邵美君飾瓊姐，梁祖堯、湯駿業、白只、黃呈欣、鄧智堅、歐珮瑩飾旅客) 

第二場 Office吹水陣

(湯駿業飾Andy，鄧智堅飾Daniel，黃呈欣飾Carrie，歐珮瑩飾Amy，梁祖堯飾強，白只飾Gary，邵美君飾Pauline) 

第三場 野蠻怪獸家長

(白只飾校長Heidi，湯駿業飾班主任Christine Law，梁祖堯飾基米高，邵美君飾馮陳美蟬，謝雪心飾高官Dr. Tang) 

第四場 氣燄港孩灰姑娘

(梁祖堯飾基基，邵美君飾君君，謝雪心飾心心，白只飾校長Heidi、，湯駿業飾班主任Christine Law，黃呈欣飾小欣，鄧智堅飾小堅，歐珮瑩飾小瑩) 

第五場 面書殲滅情敵

(黃呈欣飾欣，邵美君飾君，梁祖堯、湯駿業、白只飾毒男) 

第六場 華麗特首賽

(梁祖堯、謝雪心、湯駿業、邵美君飾特首參賽者，鄧智堅飾司儀) 

第七場 古代香城仇富地產戰

（謝雪心飾地產商江氏，梁祖堯飾韋一平，邵美君飾韋夫人玉蘭，湯駿業飾韋一平兒子韋一嗚，歐珮瑩飾韋一嗚未婚妻鳳仙，白只飾向東，鄧智堅飾向南，黃呈欣飾向北及黃大人) 

## 外部連結
- W創作社官方網頁 （页面存档备份，存于）
- W創作社Facebook 專頁 （页面存档备份，存于）
- W創作社微博 （页面存档备份，存于）